# Gurnigel
De Gurnigel is een 1608 meter hoge Zwitserse bergpas die de verbinding vormt tussen Riggisberg en Schwefelbergbad in de Berner Vooralpen. Vanaf de pashoogte heeft men uitzicht op de Alpen, het Meer van Thun en de nabijgelegen Gäntrisch (2175 m). De pasweg blijft gedurende de winter geopend voor verkeer, in dit seizoen wordt er rondom de pashoogte gewintersport.